# Volques Arécomiques
Ne doit pas être confondu avec Volsques.
Les Volques Arécomiques sont un des peuples gaulois de la Gaule narbonnaise.

## Histoire
Avec les Volques Tectosages, les Volques Arécomiques constituent un peuple celte qui aurait émigré après l'année 279 av. J.-C., depuis les régions danubiennes jusque dans le sud de la région que Jules César appellera Gallia. Néanmoins, si les Volques Arécomiques étaient bien un peuple celte, il est indispensable de comprendre qu'ils furent aussi le fruit d'un mélange ethnique complexe. En effet, avant que les Romains n'aient étendu leur hégémonie sur le sud de la Gaule, d'autres peuples avaient déjà largement influencé le développement de cette zone territoriale. On sait par exemple que les Ibères participaient largement aux activités commerciales qui les menaient parfois jusqu'aux oppida de l'ouest de l'actuel département de l'Hérault (comme Ensérune par exemple). Ceci fut prouvé par de nombreuses traces épigraphiques écrites en ibère. Et, dans une dimension encore plus grande, à l'est du Languedoc actuel, c'était les Grecs de Massalia qui avaient aussi étendu leur hégémonie. Ils avaient pris possession de la ville de Lattara, ou encore fondé celle d'Agde. Nombreuses sont les fouilles archéologiques ayant prouvé leur influence sur les différentes activités économiques de la région avant la domination romaine.
Au IIe siècle av. J.-C., les Romains étendirent leur territoire sur le sud du territoire qu'ils appelèrent Gaule, avec la conquête des actuelles régions nommées Provence et Languedoc entre 125 av. J.-C. et 121 av. J.-C et qu'ils nommèrent ensuite la Gaule narbonnaise  avec la fondation de Narbo Martius (Narbonne), Telo Martius (Toulon), Aquae Sextiae (Aix-en-Provence) et Fossae Marianae (Fos-sur-Mer).
Cette démarche complexe d'analyse ethnologique est importante car les sources littéraires antiques font mention de ces "Volques Arécomiques", et la première d'entre elles fut écrite par Jules César. Celui-ci écrivit alors que les Romains étaient déjà dominateurs dans le sud de la Gaule, et il ne fit pas de distinction entre les diverses composantes ayant permis aux Volques Arécomiques d'avoir des caractéristiques culturelles aussi complexes.
Du point de vue étymologique, nous n'avons que peu d'informations au sujet des termes Volques Arécomiques (latin Arecomici).
Leur territoire était situé sur une partie de l'ancienne région Languedoc-Roussillon, à l'ouest du Rhône jusqu'à la Montagne Noire.
Ils fondèrent la ville de Nemausus (Nîmes), et en firent leur capitale, qui connaît déjà avant la suprématie romaine une primauté sur les territoires alentour.
Le commerce rhodanien avec les Grecs par l'intermédiaire des nombreux oppida du Midi en font un peuple très tôt confronté à la civilisation gréco-romaine.
Polybe, lors de sa traversée du fleuve par Hannibal Barca, relate que le chef carthaginois "se concilia la bienveillance des habitants (...) leur acheta leurs barques et leurs bateaux, qu'ils avaient en nombre suffisamment important, parce que beaucoup de riverains du fleuve faisaient l'importation par mer".
En 1840, une plaque de pierre dédiée à la déesse gauloise Belisama, écrite en caractères gallo-grecs, est découverte à Vaison-la-Romaine : elle nous apprend qu'un certain Segomaros, citoyen de Nîmes, a offert à Belisama un sanctuaire (« nemeton »). Segomaros (« grand victorieux » en langue gauloise) était très probablement un Nîmois d'origine volque arécomique.

## Localités
- Nemausus (Nîmes).
- Sextantio (Castelnau-le-Lez).
- Oppidum de Nages (Nages).
- Oppidum de Roque de Viu (Saint-Dionisy).

## Sources historiques principales
- Jules César, Commentaires sur la guerre des Gaules, I-VIII.
- Diodore de Sicile, Bibliothèque historique, V.
- Strabon, Géographie, IV.
- Pline l'Ancien, Histoire naturelle, III.
- Pomponius Mela, Description de la Terre, II, 5.